# 工具論

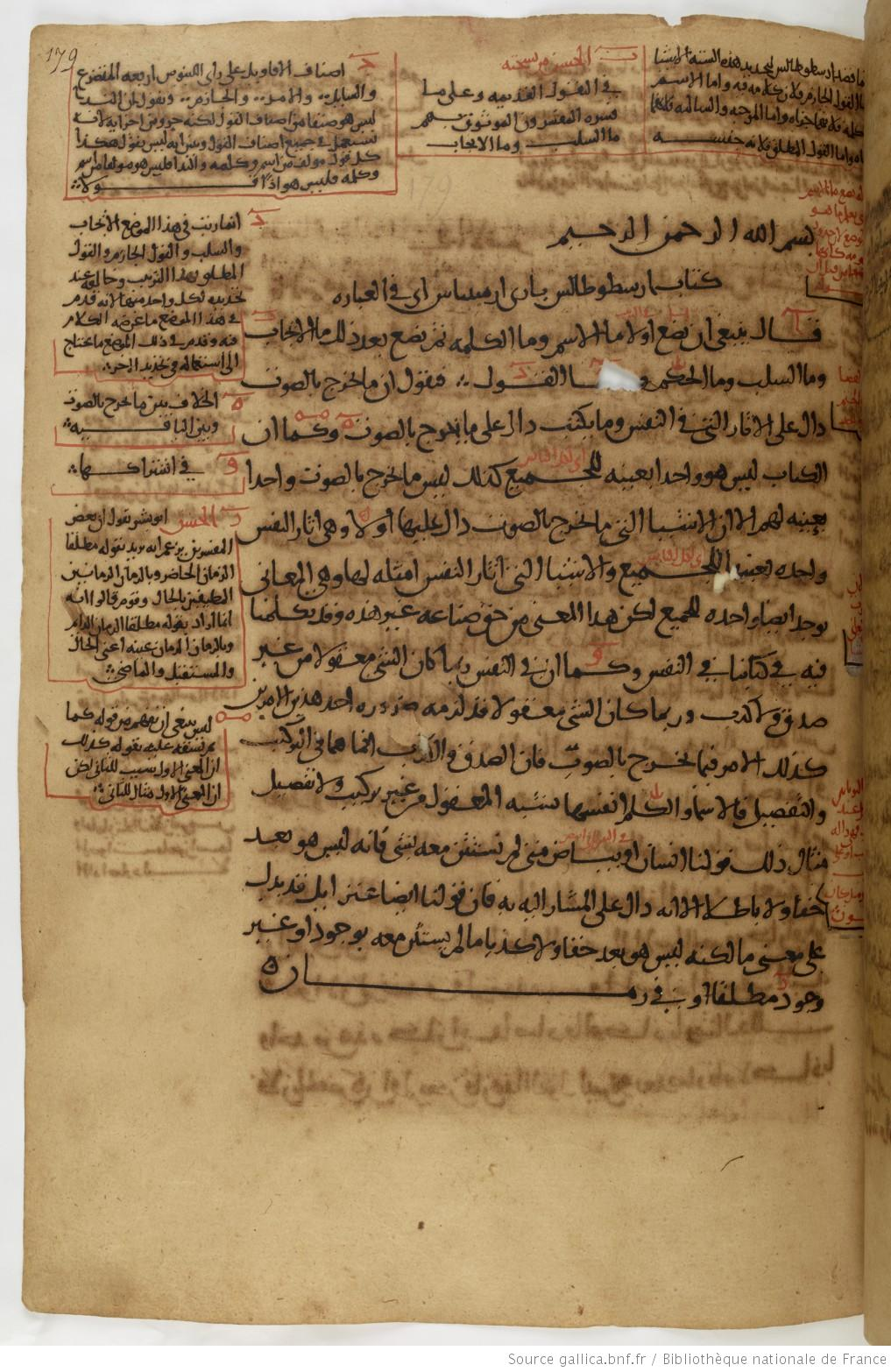
《工具论》阿拉伯文抄本

《工具论》是亚里士多德学派的传人们（即逍遥学派）对他的六篇关于逻辑的著作， 汇编成一本著作集，并定为此名。 《工具论》中的六篇著作分别是《范畴篇》、《解释篇》、《前分析篇》、《后分析篇》、《论辩篇》和《辨谬篇》。 

## 简介
亚里斯多德的逻辑，尤其是他的三段论理论，对西方思想史产生了无与伦比的影响。它并不一直保持这种地位：在希腊化时期，斯多葛式逻辑学，尤其是克律西波斯的著作占据了上风。但是，在后来的上古时期，随着亚里士多德评论家们的努力，亚里士多德的逻辑成为主流，亚里士多德的逻辑传播到了阿拉伯和拉丁中世纪传统文化中，而克里斯蒂普斯的著作却没有能延续下来。  这种独特的历史地位并不总是有助于理解亚里士多德的逻辑作品。康德认为亚里士多德发现了关于逻辑的一切知识，逻辑史学家潘特尔得出了这样的推论，即亚里士多德之后的任何逻辑学家所提出的新事物，实际是困惑，愚蠢或不正当的。在戈特洛布·弗雷格和查尔斯·桑德斯·皮尔士之后的现代形式逻辑兴起期间，传统逻辑的拥护者（被视为亚里士多德逻辑的传人）和新的数理逻辑倾向于将彼此视为在逻辑概念上不相容的对手。最近的学术研究经常将数理逻辑技术应用到亚里士多德的理论中，（在许多人看来）揭示了亚里士多德与现代逻辑学家之间在方法和兴趣上的许多相似之处。